# Unenlagia
Unenlagia là một chi khủng long, được Novas & Puerta mô tả khoa học năm 1997.